# Blue Haze
| 전문가 평가                          | 전문가 평가 |
| 평가 점수                            | 평가 점수   |
| 출처                                 | 점수        |
| ------------------------------------ | ----------- |
| Allmusic                             | [ 2 ]       |
| The Encyclopedia of Popular Music    | [ 3 ]       |
| The Penguin Guide to Jazz Recordings | [ 4 ]       |
| The Rolling Stone Jazz Record Guide  | [ 5 ]       |

《Blue Haze》는 1953년과 1954년에 미국의 재즈 음악가 마일스 데이비스가 프레스티지 레코드를 위해 녹음한 트랙의 컴필레이션 음반이다.

## 배경
이 음반은 〈I'll Remember April〉이 추가된 10인치 LP 《Miles Davis Quartet》 (PRLP 161)의 12인치 포맷으로 재발매되었다. 4, 6, 7, 8번 트랙은 1953년 5월 19일에 녹음된 프레스티지 PREP 1326, 마일스 데이비스 콰르텟에서 나왔다. 〈Smooch〉에서는 존 루이스의 피아노 4중주를 공동 작곡가 찰스 밍거스와 베이시스트 퍼시 히스로 대체하고, 드럼에서는 맥스 로치가 맡았다. 1954년 3월 15일부터 피아노에 호러스 실버, 드럼에 아트 블래키가 참여한 2, 3, 5번 트랙은 PREP 1360에서 《Miles Davis Quartet》이라는 제목으로 처음 발매되었다. 〈I'll Remember April〉의 첫 번째 트랙은 1954년 4월 3일 세션에서 나왔고 원래 10인치 LP 《Miles Davis Quintet》 (PRLP 185)에 포함되었다.
〈Four〉와 〈Tune Up〉은 항상 데이비스의 공로를 인정받았지만, 둘 다 에디 빈슨에 의해 그의 작곡이라고 주장하였다. 빈슨은 당시 블루스 가수였고, 그것들을 사용할 필요가 없었고 데이비스에게 녹음 허가를 주었다. 수십 년이 지나도록 아무도 거짓 신용에 반대하지 않았다.
이 음반의 마지막 트랙인 〈Miles Ahead〉는 같은 이름의 음반에 수록된 것과 같은 구성이 아니라 존 루이스의 곡인 〈Milestones〉의 변경이다.

## 곡 목록
프레스티지 – LP 7054
| #  | 제목                    | 작곡                               | 재생 시간 |
| -- | ----------------------- | ---------------------------------- | --------- |
| 1. | 〈I'll Remember April〉 | 돈 레이, 진 드 폴, 패트리샤 존스턴 | 7:55      |
| 2. | 〈Four〉                | 에디 빈슨, 마일스 데이비스         | 4:03      |
| 3. | 〈Old Devil Moon〉      | 버턴 레인, 입 하버그               | 3:24      |
| 4. | 〈Smooch〉              | 데이비스, 찰스 밍거스              | 3:06      |

| #  | 제목                    | 작곡                       | 재생 시간 |
| -- | ----------------------- | -------------------------- | --------- |
| 1. | 〈Blue Haze〉           | 데이비스                   | 6:12      |
| 2. | 〈When Lights are Low〉 | 베니 카터, 스펜서 윌리엄스 | 3:29      |
| 3. | 〈Tune Up〉             | 빈슨, 데이비스             | 3:56      |
| 4. | 〈Miles Ahead〉         | 데이비스                   | 4:28      |